# Dactylicapnos odontocarpa
Dactylicapnos odontocarpa är en vallmoväxtart som beskrevs av Lidén. Dactylicapnos odontocarpa ingår i släktet Dactylicapnos och familjen vallmoväxter. Inga underarter finns listade i Catalogue of Life.